# Ірод Халкіський
Ірод Халкіський (Ірод V, * бл. 12 до н. е. — † 48 р.) — цар Халкісу (грец. Χαλκίς, лат. Chalcis, Халкіди (Сирія)) з 44 по 48 рік, онук Ірода I Великого та брат Ірода Агріппи I.

## Походження
Батьком Ірода Халкіського був юдейський принц Арістобул IV — син Ірода І Великого та його другої дружини макавейської принцеси Маріамни. Як принц, Арістобул IV († 7 до н. е) так і його мати Маріамна († 29 до н. е.) були страчені за наказом Ірода Великого за звинуваченням у невірності та змові. Дружиною Арістобула IV і матір'ю Ірода Халкіського була Береніка, дочка сестри Ірода І Великого — Саломеї та її другого чоловіка Костобароса. У подружжя Арістобула IV та Береніки окрім Ірода Халкіського були також діти Аґріппа, Арістобул, Маріамна та Іродіада. Брат Ірода Халкіського — Ірод Агріппа I став царем Юдеї у 37 — 44 роках.

## Правління
На прохання свого брата Ірода Агріппи I, з яким Ірод Халкіський був у добрих стосунках Ірод Халкіський у 44 році отримав від імператора Клавдія владу над регіоном у ліванських горах — князівством Халкіс. Першою його справою на троні, за повідомленням Йосипа Флавія, було зміщення та страта Сіли — командувача військами. На відміну від свого брата Ірод Халкіський відзначався своєю суворістю. По смерті брата він отримує права над Єрусалимським храмом і тим самим правом призначати первосвященика та управління скарбом храму.
По смерті Ірода Халкіського його князівство приєднано до володінь його племінника Ірода Агріппи II, сина Ірода Агріппи I. Син Ірода Халкіського — Арістобул одружився з Саломеєю, особою відповідальною за смерть Івана Хрестителя, та був призначений імператором Нероном царем Малої Вірменії (Armenia minor), ще одного васального царства Римської імперії.